# Université Christopher Newport
Pour les articles homonymes, voir CNU.
L'université Christopher Newport (en anglais : Christopher Newport University ou CNU) est une université américaine située à Newport News dans l'État de Virginie. Elle porte le nom de Christopher Newport, le capitaine anglais du Susan Constant.

## Source
- (en) Cet article est partiellement ou en totalité issu de l’article de Wikipédia en anglais intitulé « Christopher Newport University » (voir la liste des auteurs).